# Koulamoutou flygplats
Koulamoutou flygplats är en flygplats vid orten Koulamoutou i Gabon. Den ligger i provinsen Ogooué-Lolo, i den centrala delen av landet, 400 km sydost om huvudstaden Libreville. Koulamoutou flygplats ligger 319 meter över havet. IATA-koden är KOU och ICAO-koden FOGK.